# Brigetta Barrett
Brigetta LaShea Barrett (Westchester, 24 dicembre 1990) è un'ex altista statunitense, campionessa mondiale a Mosca 2013 e medaglia d'argento ai Giochi olimpici di Londra 2012.

## Biografia
Nemmeno ventiduenne si qualifica per la finale di salto in alto ai Mondiali di Taegu 2011, piazzandosi al nono posto.

## Palmarès
| Anno | Manifestazione  | Sede     | Evento        | Risultato | Prestazione | Note                          |
| ---- | --------------- | -------- | ------------- | --------- | ----------- | ----------------------------- |
| 2011 | Universiadi     | Shenzhen | Salto in alto | Oro       | 1,96 m      | Miglior prestazione personale |
| 2011 | Mondiali        | Taegu    | Salto in alto | 9ª        | 1,93 m      |                               |
| 2012 | Giochi olimpici | Londra   | Salto in alto | Argento   | 2,03 m      | Miglior prestazione personale |
| 2013 | Mondiali        | Mosca    | Salto in alto | Oro       | 2,00 m      |                               |

## Campionati nazionali
- 2 volte campionessa nazionale del salto in alto (2011, 2013)